# تصفيات كأس آسيا 2011
شهدت تصفيات كأس آسيا 2011 مشاركة بلدان عديدة لتحديد 10 بطاقات إلى المسابقة النهائية في قطر بموجب نظام التأهل الجديد الذي وضعه الاتحاد الآسيوي لكرة القدم.
تأهلت ست فرق أخرى أيضًا إلى النهائيات، حتى لو لم يشاركوا في التصفيات:
- البلد المضيف: قطر؛
- الثلاثة الأوائل في مسابقة 2007: العراق، السعودية و‌كوريا الجنوبية؛
- الفائز بكأس التحدي الآسيوي 2008: الهند؛
- الفائز بكأس التحدي الآسيوي 2010: كوريا الشمالية.

## الفرق المتأهلة

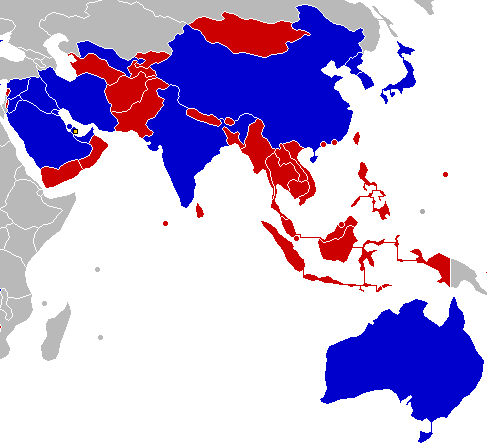
الوضع النهائي للتصفيات
تأهل الفريق إلى كأس آسيا
فشل الفريق في التأهل

| البلد                    | تأهل كونه                      | تاريخ ضمان التأهل | المشاركات السابقة في المسابقة1                                        |
| ------------------------ | ------------------------------ | ----------------- | --------------------------------------------------------------------- |
| قطر                      | المستضيف                       | 29 يوليو 2007     | 7 (1980، 1984، 1988، 1992، 2000، 2004، 2007)                          |
| العراق                   | فائز كأس آسيا 2007             | 25 يوليو 2007     | 6 (1972، 1976، 1996، 2000، 2004, 2007)                                |
| السعودية                 | وصيف كأس آسيا 2007             | 25 يوليو 2007     | 7 (1984، 1988، 1992, 1996، 2000، 2004، 2007)                          |
| كوريا الجنوبية           | المركز الثالث في كأس آسيا 2007 | 28 يوليو 2007     | 11 (1956، 1960، 1964، 1972، 1980، 1984، 1988، 1996، 2000، 2004، 2007) |
| الهند                    | فائز كأس التحدي الآسيوي 2008   | 13 أغسطس 2008     | 2 (1964، 1984)                                                        |
| أوزبكستان                | Group C runner-up              | 18 نوفمبر 2009    | 4 (1996، 2000، 2004، 2007)                                            |
| سوريا                    | Group D winner                 | 18 نوفمبر 2009    | 4 (1980، 1984، 1988، 1996)                                            |
| إيران                    | Group E winner                 | 6 يناير 2010      | 11 (1968، 1972، 1976، 1980، 1984، 1988، 1992، 1996، 2000، 2004، 2007) |
| الصين                    | Group D runner-up              | 6 يناير 2010      | 9 (1976، 1980، 1984، 1988، 1992، 1996، 2000، 2004، 2007)              |
| اليابان                  | Group A winner                 | 6 يناير 2010      | 6 (1988, 1992، 1996, 2000، 2004، 2007)                                |
| البحرين                  | Group A runner-up              | 6 يناير 2010      | 3 (1988، 2004، 2007)                                                  |
| الإمارات العربية المتحدة | Group C winner                 | 6 يناير 2010      | 7 (1980، 1984، 1988، 1992، 1996، 2004، 2007)                          |
| كوريا الشمالية           | فائز كأس التحدي الآسيوي 2010   | 27 فبراير 2010    | 2 (1980، 1992)                                                        |
| أستراليا                 | فائز المجموعة ب                | 3 مارس 2010       | 1 (2007)                                                              |
| الكويت                   | وصيف المجموعة ب                | 3 مارس 2010       | 8 (1972، 1976، 1980، 1984، 1988، 1996، 2000، 2004)                    |
| الأردن                   | وصيف المجموعة ر                | 3 مارس 2010       | 1 (2004)                                                              |

1 الخط السميك يشير إلى بطل تلك السنة

## التصنيف
في 6 ديسمبر 2007 أعلن الاتحاد الآسيوي لكرة القدم تصنيف الجولة التمهيدية لمسابقة 2011:
| المتأهلون تلقائيًا                       | الفرق الأخرى |
| --------------------------------------- | --- |
| 1. العراق 2. السعودية 3. كوريا الجنوبية | 1. اليابان 2. أستراليا 3. إيران 4. أوزبكستان 5. فيتنام 6. الصين 7. تايلاند 8. إندونيسيا 9. الإمارات العربية المتحدة 10. البحرين 11. عمان 12. ماليزيا 13. الأردن 14. سوريا 15. هونغ كونغ 16. اليمن 17. الكويت 18. سنغافورة 19. الهند** 20. لبنان 21. كوريا الشمالية* 22. ميانمار* 23. المالديف*** 24. تركمانستان* |

- الفرق المعلمة '*' انسحبت قبيل القرعة. All of them participated in the 2008 and كأس التحدي الآسيوي 2010, and therefore had a chance to qualify via those two tournaments.
- الهند (معلمة '**') were drawn into Group C of the qualifiers, but withdrew from the qualifiers following their victory in the كأس التحدي الآسيوي 2008 which automatically qualified them for the final tournament.
- جزر المالديف (marked '***') were the only other team that entered the Asian Cup qualifiers who could also qualify via the كأس التحدي الآسيوي 2010, but they were eliminated from the Asian Cup qualifiers before the group stage.
- The following teams did not enter main qualification, but could qualify via the AFC Challenge Cups if they chose to enter:

- أفغانستان
- بنغلاديش
- بوتان
- بروناي
- كمبوديا
- تايبيه الصينية
- غوام
- قرغيزستان
- لاوس
- ماكاو
- منغوليا
- نيبال
- باكستان
- فلسطين
- الفلبين
- سريلانكا
- طاجيكستان
- تيمور الشرقية

## الجولة التمهيدية
The preliminary round reduced the number of non-automatic qualifiers to 20. عقب انسحاب كوريا الشمالية، ميانمار و‌تركمانستان، لم يشارك سوى فريقين. أدنى فريقين آسيويين من حيث الترتيب، لبنان و‌المالديف، لعبوا مباراتي ذهاب وإياب في أبريل 2008.. The قانون أهداف خارج الديار would be applied, and وقت إضافي and ركلات جزاء ترجيحية (كرة قدم) would be used to decide the winner if necessary. The winner of the preliminary round advanced to the qualifying round, where it was joined by the 19 teams seeded 4th to 22nd.
| الفريق الأول | إجم. | الفريق الثاني | مباراة الذهاب | مباراة الإياب |
| ------------ | ---- | ------------- | ------------- | ------------- |
| لبنان        | 6–1  | المالديف      | 4–0           | 2–1           |

| لبنان                                              | 4–0   | المالديف |
| -------------------------------------------------- | ----- | -------- |
| العلي 5' · يعقوب 11' · عطوي 13' (ركلة.) · غدار 39' | تقرير |          |

| المالديف        | 1–2   | لبنان                 |
| --------------- | ----- | --------------------- |
| شامويل قاسم 22' | تقرير | قرحاني 9' · الجمل 75' |

فاز لبنان 6–1 بالإجمالي وصعد إلى مرحلة المجموعات.

## الجولة التأهيلية
قسمت الفرق الـ20 إلى خمس مجموعات من أربعة فرق. Teams played each other home and way in a دورة روبن. The top two in each group advanced to the 2011 tournament where they were joined by the other qualifiers — قطر، العراق، السعودية، كوريا الجنوبية، الهند، كوريا الشمالية.

### التصنيف
تم تقسيم هذه الفرق في هذه الجولة:
| الوعاء 1                                          | الوعاء 2                                                           | الوعاء 3                                      | الوعاء 4                                    |
| ------------------------------------------------- | ------------------------------------------------------------------ | --------------------------------------------- | ------------------------------------------- |
| - اليابان - أستراليا - إيران - أوزبكستان - فيتنام | - الصين - تايلاند - إندونيسيا - الإمارات العربية المتحدة - البحرين | - عمان - الأردن - سوريا - ماليزيا - هونغ كونغ | - اليمن - الكويت - سنغافورة - الهند - لبنان |

### معايير كسر التعادل
The teams are ranked according to ثلاث نقاط للفوز (3 points for a win, 1 point for a tie, 0 points for a loss) and tie breakers are in following order:
1. Greater number of points obtained in the group matches between the teams concerned;
2. فارق الأهداف resulting from the group matches between the teams concerned;
3. Greater number of goals نتيجة d in the group matches between the teams concerned;
4. Goal difference in all the group matches;
5. Greater number of goals نتيجة d in all the group matches;
6. ركلات جزاء ترجيحية (كرة قدم) if only two teams are involved and they are both on the field of play;
7. Drawing of lots.

### المجموعة أ
| Team      | لعب | ف | D | خ | له | عليه | ف.أ | نقاط |
| --------- | --- | - | - | - | -- | ---- | --- | ---- |
| اليابان   | 6   | 5 | 0 | 1 | 17 | 4    | +13 | 15   |
| البحرين   | 6   | 4 | 0 | 2 | 12 | 6    | +6  | 12   |
| اليمن     | 6   | 2 | 1 | 3 | 7  | 9    | −2  | 7    |
| هونغ كونغ | 6   | 0 | 1 | 5 | 1  | 18   | −17 | 1    |

|           | البحرين | هونغ كونغ | اليابان | اليمن |
| --------- | ------- | --------- | ------- | ----- |
| البحرين   | –       | 4–0       | 1–0     | 4–0   |
| هونغ كونغ | 1–3     | –         | 0–4     | 0–0   |
| اليابان   | 2–0     | 6–0       | –       | 2–1   |
| اليمن     | 3–0     | 1–0       | 2–3     | –     |

| اليابان                          | 2–1   | اليمن      |
| -------------------------------- | ----- | ---------- |
| أوكازاكي 7' · تاتسويا تاناكا 66' | تقرير | الفضلي 47' |

| هونغ كونغ         | 1–3   | البحرين                                             |
| ----------------- | ----- | --------------------------------------------------- |
| تشينغ سيو واي 90' | تقرير | عبد اللطيف 10' · عبد الله فتاي 37' · سلمان عيسى 87' |

| اليمن      | 1–0   | هونغ كونغ |
| ---------- | ----- | --------- |
| السلوي 52' | تقرير |           |

| البحرين        | 1–0   | اليابان |
| -------------- | ----- | ------- |
| سلمان عيسى 24' | تقرير |         |

| اليابان                                                          | 6–0   | هونغ كونغ |
| ---------------------------------------------------------------- | ----- | --------- |
| أوكازاكي 17'، 74'، 76' · ناغاتومو 28' · ناكازاوا 50' · توليو 67' | تقرير |           |

| هونغ كونغ | 0–4   | اليابان                                                          |
| --------- | ----- | ---------------------------------------------------------------- |
|           | تقرير | هاسيبي 32' · ساتو 74' · ش. ناكامورا 84' · أوكازاكي 90+1' (ركلة.) |

| البحرين                                                             | 4–0   | اليمن |
| ------------------------------------------------------------------- | ----- | ----- |
| عبد اللطيف 20' · عبد الله فتاي 28' · سلمان 64' · Al-Dali 75' (ه.ذ.) | تقرير |       |

| اليمن                 | 2–3   | اليابان                |
| --------------------- | ----- | ---------------------- |
| الفضلي 13' · عبود 39' | تقرير | هيراياما 42'، 55'، 79' |

| البحرين                              | 4–0   | هونغ كونغ |
| ------------------------------------ | ----- | --------- |
| عبد اللطيف 35'، 40'، 44' · عدنان 79' | تقرير |           |

| اليمن                        | 3–0   | البحرين |
| ---------------------------- | ----- | ------- |
| النونو 5'، 25' · العبيدي 86' | تقرير |         |

| اليابان                    | 2–0   | البحرين |
| -------------------------- | ----- | ------- |
| أوكازاكي 36' · هوندا 90+2' | تقرير |         |

| هونغ كونغ | 0–0   | اليمن |
| --------- | ----- | ----- |
|           | تقرير |       |

### المجموعة ب
| Team      | Pld | W | D | L | GF | GA | GD | Pts |
| --------- | --- | - | - | - | -- | -- | -- | --- |
| أستراليا  | 6   | 3 | 2 | 1 | 6  | 4  | +2 | 11  |
| الكويت    | 6   | 2 | 3 | 1 | 6  | 5  | +1 | 9   |
| عمان      | 6   | 2 | 2 | 2 | 4  | 4  | 0  | 8   |
| إندونيسيا | 6   | 0 | 3 | 3 | 3  | 6  | −3 | 3   |

|           | أستراليا | إندونيسيا | الكويت | سلطنة عمان |
| --------- | -------- | --------- | ------ | ---------- |
| أستراليا  | –        | 1–0       | 0–1    | 1–0        |
| إندونيسيا | 0–0      | –         | 1–1    | 1–2        |
| الكويت    | 2–2      | 2–1       | –      | 0–1        |
| عمان      | 1–2      | 0–0       | 0–0    | –          |

| عمان | 0–0    | إندونيسيا |
| ---- | ------ | --------- |
|      | Report |           |

| إندونيسيا | 0–0    | أستراليا |
| --------- | ------ | -------- |
|           | Report |          |

| الكويت | 0–1    | عمان         |
| ------ | ------ | ------------ |
|        | Report | حسن ربيع 64' |

| أستراليا | 0–1   | الكويت  |
| -------- | ----- | ------- |
|          | تقرير | ندا 38' |

| أستراليا  | 1–0    | عمان |
| --------- | ------ | ---- |
| كاهيل 74' | Report |      |

| عمان             | 1–2   | أستراليا                           |
| ---------------- | ----- | ---------------------------------- |
| عايل 15' (ركلة.) | تقرير | لوك ويلكشير 43' · بريت إيمرتون 82' |

| الكويت                  | 2–1   | إندونيسيا   |
| ----------------------- | ----- | ----------- |
| المطوع 61' (ركلة.)، 87' | تقرير | بامبانغ 33' |

| إندونيسيا  | 1–1   | الكويت  |
| ---------- | ----- | ------- |
| بودي 45+4' | تقرير | عجب 72' |

| إندونيسيا | 1–2   | عمان                  |
| --------- | ----- | --------------------- |
| بواز 45'  | تقرير | بشير 32' · العجمي 52' |

| الكويت              | 2–2   | أستراليا                     |
| ------------------- | ----- | ---------------------------- |
| بندر 40' · ناصر 44' | تقرير | ويلكشير 2' · دين هيفيرنان 4' |

| أستراليا    | 1–0   | إندونيسيا |
| ----------- | ----- | --------- |
| ميليغان 42' | تقرير |           |

| عمان | 0–0   | الكويت |
| ---- | ----- | ------ |
|      | تقرير |        |

### المجموعة ج
عقب فوزه بكأس التحدي الآسيوي 2008، منحت الهند إعفاءًا إلى المسابقة النهائية وشطبت من هذه المجموعة قبيل المباراة الأولى. ولم يتم استبدالها.
| Team                     | Pld | W | D | L | GF | GA | GD  | Pts |
| ------------------------ | --- | - | - | - | -- | -- | --- | --- |
| الإمارات العربية المتحدة | 4   | 3 | 0 | 1 | 7  | 1  | +6  | 9   |
| أوزبكستان                | 4   | 3 | 0 | 1 | 7  | 3  | +4  | 9   |
| ماليزيا                  | 4   | 0 | 0 | 4 | 2  | 12 | −10 | 0   |

|                          | ماليزيا | الإمارات العربية المتحدة | أوزبكستان |
| ------------------------ | ------- | ------------------------ | --------- |
| ماليزيا                  | –       | 0–5                      | 1–3       |
| الإمارات العربية المتحدة | 1–0     | –                        | 0–1       |
| أوزبكستان                | 3–1     | 0–1                      | –         |

| ماليزيا | 0–5   | الإمارات العربية المتحدة                            |
| ------- | ----- | --------------------------------------------------- |
|         | تقرير | عمر 29'، 45+1' (ركلة.) · مطر 62'، 76' · أ. خليل 85' |

| الإمارات العربية المتحدة | 0–1   | أوزبكستان     |
| ------------------------ | ----- | ------------- |
|                          | تقرير | ف. تاجييف 30' |

| أوزبكستان                    | 3–1   | ماليزيا          |
| ---------------------------- | ----- | ---------------- |
| جباروف 46' · غينريخ 57'، 65' | تقرير | Zaquan Adha ‏ 68' |

| ماليزيا    | 1–3   | أوزبكستان                             |
| ---------- | ----- | ------------------------------------- |
| بختيار 73' | تقرير | غفوروف 33' · نسيموف 59' · كابادزه 74' |

| الإمارات العربية المتحدة | 1–0   | ماليزيا |
| ------------------------ | ----- | ------- |
| أ. خليل 90+3'            | تقرير |         |

| أوزبكستان | 0–1   | الإمارات العربية المتحدة |
| --------- | ----- | ------------------------ |
|           | تقرير | برغش 90+2'               |

### المجموعة د
| Team   | Pld | W | D | L | GF | GA | GD  | Pts |
| ------ | --- | - | - | - | -- | -- | --- | --- |
| سوريا  | 6   | 4 | 2 | 0 | 10 | 2  | +8  | 14  |
| الصين  | 6   | 4 | 1 | 1 | 13 | 5  | +8  | 13  |
| فيتنام | 6   | 1 | 2 | 3 | 6  | 11 | −5  | 5   |
| لبنان  | 6   | 0 | 1 | 5 | 2  | 13 | −11 | 1   |

|        | الصين | لبنان | سوريا | فيتنام |
| ------ | ----- | ----- | ----- | ------ |
| الصين  | –     | 1–0   | 0–0   | 6–1    |
| لبنان  | 0–2   | –     | 0–2   | 1–1    |
| سوريا  | 3–2   | 4–0   | –     | 0–0    |
| فيتنام | 1–2   | 3–1   | 0–1   | –      |

| فيتنام                                                    | 3–1   | لبنان       |
| --------------------------------------------------------- | ----- | ----------- |
| نغوين منه فونج 12' · لي كونغ فينه 30' · نغوين فو فونج 70' | تقرير | المغربي 75' |

| سوريا                                      | 3–2   | الصين                       |
| ------------------------------------------ | ----- | --------------------------- |
| السيد 8' (ركلة.)، 24' · الخطيب 39' (ركلة.) | تقرير | تشو بو 51' · ليو جيان 90+4' |

| الصين                                                              | 6–1   | فيتنام            |
| ------------------------------------------------------------------ | ----- | ----------------- |
| غاو لين 2'، 20'، 84' · دو وي 27' · جيانغ نينغ 37' · هاو جونمين 47' | تقرير | نغوين فو فونج 11' |

| لبنان | 0–2   | سوريا                      |
| ----- | ----- | -------------------------- |
|       | تقرير | ج. الحسين 37' · الخطيب 78' |

| فيتنام | 0–1                | سوريا      |
| ------ | ------------------ | ---------- |
|        | تقرير[وصلة مكسورة] | رافع 90+4' |

| لبنان | 0–2                | الصين                   |
| ----- | ------------------ | ----------------------- |
|       | تقرير[وصلة مكسورة] | يو هاي 44' · تشو بو 73' |

| سوريا | 0–0   | فيتنام |
| ----- | ----- | ------ |
|       | تقرير |        |

| الصين     | 1–0   | لبنان |
| --------- | ----- | ----- |
| دو وي 21' | تقرير |       |

| الصين | 0–0                | سوريا |
| ----- | ------------------ | ----- |
|       | تقرير[وصلة مكسورة] |       |

| لبنان     | 1–1                | فيتنام               |
| --------- | ------------------ | -------------------- |
| العلي 20' | تقرير[وصلة مكسورة] | Pham Thanh Luong 40' |

| فيتنام                   | 1–2   | الصين                          |
| ------------------------ | ----- | ------------------------------ |
| لي كونغ فينه 76' (ركلة.) | تقرير | يانغ شو 35' · جانغ لينبينغ 43' |

| سوريا                                               | 4–0                | لبنان |
| --------------------------------------------------- | ------------------ | ----- |
| زينو 4' · الآغا 10' · ج. الحسين 47' · ع. الحسين 60' | تقرير[وصلة مكسورة] |       |

### Group E
| Team     | Pld | W | D | L | GF | GA | GD | Pts |
| -------- | --- | - | - | - | -- | -- | -- | --- |
| إيران    | 6   | 4 | 1 | 1 | 11 | 2  | +9 | 13  |
| الأردن   | 6   | 2 | 2 | 2 | 4  | 4  | 0  | 8   |
| تايلاند  | 6   | 1 | 3 | 2 | 3  | 3  | 0  | 6   |
| سنغافورة | 6   | 2 | 0 | 4 | 6  | 15 | −9 | 6   |

|          | إيران | الأردن | سنغافورة | تايلاند |
| -------- | ----- | ------ | -------- | ------- |
| إيران    | –     | 1–0    | 6–0      | 1–0     |
| الأردن   | 1–0   | –      | 2–1      | 0–0     |
| سنغافورة | 1–3   | 2–1    | –        | 1–3     |
| تايلاند  | 0–0   | 0–0    | 0–1      | –       |

| إيران | 6–0    | سنغافورة |
| --- | ------ | -------- |
| Gholamnejad 43' · كريم باقري 52' · غلام رضا رضائي 55' · مازيار زارع 80' · محمد نوري (لاعب كرة قدم) 82'، 83' | Report |          |

| الأردن | 0–0    | تايلاند |
| ------ | ------ | ------- |
|        | Report |         |

| سنغافورة                         | 2–1    | الأردن           |
| -------------------------------- | ------ | ---------------- |
| اغو كاسمير 21' · نوح علم شاه 63' | Report | Aqel 41' (ركلة.) |

| تايلاند | 0–0    | إيران |
| ------- | ------ | ----- |
|         | Report |       |

| سنغافورة                      | 1–3    | تايلاند                                              |
| ----------------------------- | ------ | ---------------------------------------------------- |
| فخر الدين مصطفيتش 84' (ركلة.) | Report | سوتي سوكسومكيت 12' (ركلة.)، 81' · ثردساك تشايمان 75' |

| إيران           | 1–0    | الأردن |
| --------------- | ------ | ------ |
| جواد نكونام 72' | Report |        |

| تايلاند | 0–1    | سنغافورة            |
| ------- | ------ | ------------------- |
|         | Report | ألكساندر جوريتش 38' |

| الأردن       | 1–0    | إيران |
| ------------ | ------ | ----- |
| عامر ذيب 78' | Report |       |

| سنغافورة        | 1–3    | إيران                                                            |
| --------------- | ------ | ---------------------------------------------------------------- |
| نوح علم شاه 32' | Report | هادي عقيلي 11' (ركلة.) · مهرزاد معدنتشي 12' · غلام رضا رضائي 63' |

| تايلاند | 0–0    | الأردن |
| ------- | ------ | ------ |
|         | Report |        |

| إيران           | 1–0    | تايلاند |
| --------------- | ------ | ------- |
| جواد نكونام 90' | Report |         |

| الأردن               | 2–1    | سنغافورة        |
| -------------------- | ------ | --------------- |
| الصيفي 9' · Anas 60' | Report | نوح علم شاه 48' |

## مسجلوا الأهداف
6 أهداف
- شينجي أوكازاكي

5 أهداف
- إسماعيل عبد اللطيف

3 أهداف
- غاو لين
- سوتا هيراياما
- نوح علم شاه

هدفين
- لوك ويلكشير
- سلمان عيسى
- عبد الله فتاي
- تشو بو
- دو وي
- محمد نوري (لاعب كرة قدم)
- غلام رضا رضائي
- جواد نكونام
- بدر المطوع
- محمود العلي
- ماهر السيد
- فراس الخطيب
- جهاد الحسين
- سوتي سوكسومكيت
- محمد عمر (لاعب كرة قدم)
- إسماعيل مطر
- أحمد خليل
- ألكساندر غينريخ
- Nguyễn Vũ Phong
- لي كونغ فينه
- زاهر فريد الفضلي
- علي النونو

هدف واحد
- تيم كاهيل
- دين هيفيرنان
- بريت إيمرتون
- مارك ميليغان
- حسين سلمان
- سيد محمد عدنان
- هاو جونغمين
- جيانغ نينغ
- ليو جيان
- يو هاي
- يانغ زو
- جانغ لينبينغ
- تشينغ سيو واي
- بامبانغ بامونغكاس
- بواز سولوسا
- بودي سودارسونو
- Majid Gholamnejad
- كريم باقري
- مازيار زارع
- هادي عقيلي
- مهرزاد معدنتشي
- يوجي ناكازاوا
- ماركوس توليو تاناكا
- يوتو ناغاتومو
- تاتسويا تاناكا
- ماكوتو هاسيبي
- شونسوكي ناكامورا
- هيساتو ساتو
- كيسوكي هوندا
- حاتم عقل
- عامر ذيب
- عدي الصيفي
- أنس بني ياسين
- مساعد ندا
- أحمد عجب
- فايز بندر
- يوسف ناصر
- نصرت الجمل
- أكرم المغربي
- Ali Yaacoub
- عباس أحمد عطوي
- محمد غدار
- محمد قرهاني
- Mohd Abdul Radzak  [لغات أخرى]‏
- بادرول باختيار
- شامفيل قاسم
- خليفة عايل
- حسن ربيع
- فوزي بشير
- إسماعيل العجمي
- اغو كاسمير
- مصطفيتش فخر الدين
- ألكساندر جوريتش
- عبد الرزاق الحسين
- رجا رافع
- محمد زينو
- عبد الفتاح الآغا
- ثردساك تشايمان
- سلطان برغش
- فرهاد تاجييف
- سرفر جباروف
- انفار غافوروف
- بهادر نسيموف
- تيمور كابادزه
- Nguyễn Minh Phương
- Phạm Thành Lương
- سامي كرامة عبود
- أكرم السلوي
- محمد العبيدي

هدف ذاتي
- عارف آل دالي (1) (لعب ضد البحرين)

## وصلات خارجية
- Schedule & Results